# Мария Пия Бурбон-Двете Сицилии
Мария Пия дела Грация Бурбон-Двете Сицилии (на италиански: Maria Pia della Grazia di Borbone; * 2 август 1849, Гаета; † 29 септември 1882, Биариц, Франция), e принцеса на Двете Сицилии и титулярна херцогиня на Парма и Пиаченца от 1869 до 1882 г., баба по майчина линия на цар Борис III.

## Произход
Тя е осмото дете на Фердинанд II (* 1810, † 1859), крал на Двете Сицилии (1830 – 1859), и на ерцхерцогиня Мария-Тереза Австрийска (* 1816, † 1867). Нейни баба и дядо по бащина линия са крал Франческо I и Мария-Исабела Бурбон, инфанта на Испания, а по майчина – ерцхерцог Карл Австрийски-Тешенски (австрийски герой и победител в битката при Асперн-Еслинг) и принцеса Хенриета фон Насау-Вайлбург. Има осем братя и три сестри:
- Луиджи (* 1838, † 1886), граф на Трани, съпруг на Матилда Лудовика Баварска
- Алберто (* 1839, † 1844), граф на Кастроджовани
- Алфонсо (* 1841, † 1934), граф на Казерта, съпруг на братовчедка си Мария Антоанета
- Мария Анунциата (* 1843, † 1871), ерцхерцогиня на Австрия като съпруга на Карл Лудвиг Австрийски
- Мария Имаколата (* 1844, † 1899), съпруга на ерцхерцог Карл-Салватор Тоскански
- Гаетано (* 1846, † 1871), граф на Джирдженти, инфант на Испания като съпруг на инфанта Исабела Бурбон-Испанска
- Джузепе (* 1848, † 1851), граф на Лучера
- Винченцо (* 1851, † 1854), граф на Мелацо
- Паскуале (* 1852, † 1904), граф на Бари, съпруг на Бланш Марконе
- Мария Луиза (* 1855, † 1874), графиня на Барди като съпруга на Енрико Бурбон-Пармски
- Дженаро (* 1857, † 1867), граф на Касталджироне.

Има и един природен брат от първия брак на баща си – Франческо II, крал на Двете Сицилии, както и един природен брат от извънбрачна негова връзка.

## Биография
Скромна и сдържана, тя е отгледана с любов, подобно на братята и сестрите си, от майка си Мария Тереза, която не обича социалния живот и предпочита да се посвети на грижите за децата си.
Докато Походът на хилядата на Джузепе Гарибалди напредва в Сицилия и Калабрия, кралското семейство на Двете Сицилии намира убежище в Гаета, където войските, лоялни на Франческо II, се бият в продължение на три месеца. На 13 февруари 1861 г. армията капитулира, Кралството на Двете Сицилии е анексирано от Савоя и става част от Кралство Сардиния-Пиемонт и от новосформираното Кралство Италия. Това принуждава краля и семейството му да бъдат заточени в Рим. Под закрилата на папа Пий IX те първоначално са настанени в двореца Квиринал, а след това в двореца Фарнезе. Преговорите за брака на Мария Пия започват по време на римското изгнание.
След провала на опитите да я омъжат за австрийски ерцхерцог (като по-големите ѝ сестри Мария Анунциата и Мария Имаколата), брачният договор най-накрая е подписан с бившия владетел на малкото Херцогство Парма и Пиаченца. На 5 април 1869 г. тя се омъжва за херцог Роберто I Бурбон-Пармски, които споделят съдбата на Кралството на Двете Сицилии. Двамата имат дванадесет деца, шест от които с умствени увреждания.
Опасните бременности и последователните раждания (дванадесет деца за тринадесет години брак) превръщат  принцесата в затлъстяла и болна жена. Тя умира от родилна треска на 29 септември 1882 г. в Биариц, седмица след като ражда последното си дете. Тялото ѝ е погребано във Вила Бурбоне във Виареджо. Съпругът ѝ се жени повторно през 1884 г. за принцеса Мария-Антония от Португалия, дъщеря на детронирания португалски крал Мигел I, от която има още дванадесет деца.

## Брак и потомство
∞ 5 април 1869 за Роберто I Бурбон-Пармски (* 9 юли 1848, † 16 ноември 1907), последен суверенен херцог на Парма и Пиаченца от 1854 до 1859, син на Карл III Бурбон-Пармски и на принцеса Луиза Мария Тереза Френска, от когото има пет сина и седем дъщери:
- Мария Луиза Бурбон-Пармска (* 17 януари 1870, Рим; † 31 януари 1899, София), принцеса, българска княгиня като първа съпруга на българския княз Фердинанд I, от когото има двама сина и две дъщери
- Фердинандо Бурбон-Пармски (* 5 март 1871, † 14 април 1871), принц, династичен наследник
- Луиза Мария Бурбон-Пармска (* 1872, † 1943), принцеса, неомъжена, с психични проблеми
- Енрико Бурбон-Пармски (* 13 юни 1873, Роршах; † 1939, Лука), законен претендент за херцогския трон, глава на Дом Бурбон-Парма от 1907 до 1939 г., неженен, с умствена изостаналост; след смъртта на баща му брат му Елиас взима титлата на наследник, макар че Енрико продължава да е признаван от монархистите като наследник
- Мария Имаколата Бурбон-Пармска (* 1874, † 1914), принцеса, неомъжена, с психични проблеми
- Джузепе Бурбон-Пармски (* 30 юни 1875, Биариц; † 7 януари 1950, Лука), глава на Дом Бурбон-Парма от 1939 до 1950 г., законен претендент за херцогския трон на Парма от 1939 г. до смъртта си като наследник на Енрико, има  психично заболяване; въпреки че е законен наследник на Енрико, брат му Елия продължава да носи титлата регент, но Джузепе продължава да се счита за наследник. Запазва титлата до смъртта си.
- Мария Тереза Бурбон-Пармска (* 1876, † 1959), принцеса, неомъжена, с психични проблеми
- Мария Пия Бурбон-Пармска (* 1877, † 1915), принцеса, неомъжена, с психични проблеми
- Беатриче Бурбон-Пармска (* 9 януари 1879, Бриариц; † 11 март 1946, Мурек), принцеса, ∞ 12 август 1906 в Шварцау ам Щайнфелд за граф Пиетро Лукези Пали, от когото има трима сина и една дъщеря
- Елиас Бурбон-Пармски (* 23 юли 1880, Бриариц; † 27 юни 1959, Фридберг), глава на Дом Бурбон-Парма от 1950 до 1959 г., ∞ 25 май 1903 във Виена за ерцхерцогиня Мария-Анна Австрийска, от която има трима сина и шест дъщери
- Мария Анастасия (* 25 август 1881, † 7 септември 1881).
- Аугусто (*/ † 22 септември 1882).

- херцог Роберто I, съпруг
- Мария Луиза, дъщеря
- Енрико, син
- Джузепе, син
- Беатриче, дъщеря
- Елиас, син

### Други
- Ferdinando II di Borbone re delle Due Sicilie, на Treccani.it – Enciclopedie on line, Istituto dell'Enciclopedia Italiana
- Ferdinando II di Borbone, в Dizionario di storia, Istituto dell'Enciclopedia Italiana, 2010
- Ferdinand II, king of the Two Sicilies, на Enciclopedia Britannica

|  | Тази страница частично или изцяло представлява превод на страницата Maria Pia di Borbone-Due Sicilie в Уикипедия на италиански. Оригиналният текст, както и този превод, са защитени от Лиценза „Криейтив Комънс – Признание – Споделяне на споделеното“, а за съдържание, създадено преди юни 2009 година – от Лиценза за свободна документация на ГНУ. Прегледайте историята на редакциите на оригиналната страница, както и на преводната страница, за да видите списъка на съавторите. ВАЖНО: Този шаблон се отнася единствено до авторските права върху съдържанието на статията. Добавянето му не отменя изискването да се посочват конкретни източници на твърденията, които да бъдат благонадеждни. |